# Clusia peruviana
Clusia peruviana là một loài thực vật có hoa trong họ Bứa. Loài này được Szyszyl. mô tả khoa học đầu tiên năm 1894.